# Salarias ramosus
Cá bống tuyết hay còn gọi là cá bống sao (Danh pháp khoa học: Salarias ramosus) là một loài cá trong họ Blenniidae. Với ngoại hình bắt mắt, chúng cũng được ưa chuộng nuôi để làm cảnh.

## Đặc điểm
Đây làm một loại cá cảnh biển có thân màu nâu pha tím với nhiều đốm trắng. Vây bơi và vây đuôi lại có màu vàng nhạt. Loài cá này phù hợp với các bể nước mặn có thể tích từ 150 lít trở lên. Nên thả loài cá này vào các bể có nhiều đá sống và môi trường ổn định có tuổi bể từ 1 năm trở lên. Loài cá này rất hiền lành và không gây hấn với các loài cá khác họ. Trong một bể chỉ nên giữ một cá thể cá bống sao. Cá bống sao thích lục lọi dưới đáy bể và đi gặm rêu trên bề mặt đá sống. Có thể bổ sung thêm dinh dưỡng cho cá bống sao bằng các thức ăn có nguồn gốc đa dạng khác.